# Бізнес-центр «Eco tower»
Бізнес-центр «Eco tower» (раніше «Bayda Business Hall») — 19-поверховий хмарочос у Запоріжжі. В споруді знаходиться бізнес-центр класу «А». Хмарочос є найвищим будинком у місті.

## Характеристики
Офісні приміщення центру спроектовані відповідно до вимог і ритмів сучасного ділового життя. ECO Tower має в розпорядженні систему центрального управління будівлею (BMS), яка дозволяє управляти побутовою безпекою офісу: усі системи життєдіяльності будівлі знаходяться під контролем.
Локальне управління системою вентиляції і кондиціонування з очищенням повітря (HVAC) дозволяє з одного боку автоматично регулювати температуру приміщень, з іншого боку створювати свій індивідуальний «клімат».

План будівлі

Вентильований фасад ECO Tower запобігає від переохолодження взимку і перегрівання влітку.
Інтегрована кабельна система телефонних і комп'ютерних мереж забезпечують безперебійний доступ до інформації і зв'язок зі всім світом. 
Будівля оснащена трьома швидкісними ліфтами «Шиндлер» (час їх очікування в години пік не перевищує 30 сек.), охоронною сигналізацією, унікальною системою відеоспостереження і контролю доступу, пожежною сигналізацією і системою пожежогасінні. Усе це забезпечує бажаний комфорт і створює належний рівень роботи успішного бізнесу.
Також хмарочос включає в себе такі приміщення як:
- 500 м² ресторану і фуд-корту для організації бізнес-ланчів, бенкетів, неформальних зустрічей і корпоративних заходів;
- 2 конференц-кімнати для проведення багатосторонніх переговорів, зборів і презентацій;
- 456 м² тераси, розташованої на 4 поверсі, дозволить «прогулятися» не виходячи з будівлі.